# ویرجینیا براون فیر
ویرجینیا براون فیر (انگلیسی: Virginia Brown Faire؛ ۲۶ ژوئن ۱۹۰۴ – ۳۰ ژوئن ۱۹۸۰) یک هنرپیشه اهل ایالات متحده آمریکا بود.
از فیلم‌ها یا برنامه‌های تلویزیونی که وی در آن نقش داشته است می‌توان به پیتر پن اشاره کرد.